# Jude Saint-Antoine
Jude Saint-Antoine (* 29. Oktober 1930 in Montréal; † 10. Dezember 2023 ebenda) war ein kanadischer römisch-katholischer Geistlicher und Weihbischof in Montréal.

## Leben
Jude Saint-Antoine studierte Theologie an der Universität Montreal und empfing am 31. Mai 1956 die Priesterweihe für das Erzbistum Montréal. 1963 wurde er an der Päpstlichen Universität Gregoriana in Theologie promoviert und für seine Dissertation ausgezeichnet. 1965 erwarb er einen Abschluss in Wissenschaftspädagogik an der Universität Montreal. Er war Lehrer am Collège Saint-Paul in Montreal (1957–1961, 1963–1967) und am College Bois-de-Boulogne in Montreal (1968–1975). Seit 1975 arbeitete er in der Bistumskurie in Montreal und war ab 1979 Generalvikar im Erzbistum Montréal.
Papst Johannes Paul II. ernannte ihn am 20. März 1981 zum Titularbischof von Scardona und Weihbischof in Montréal. Der Erzbischof von Montréal, Paul  Grégoire, spendete ihm am 22. Mai desselben Jahres die Bischofsweihe; Mitkonsekratoren waren die Weihbischöfe Leonard James Crowley und Adrien André Maria Cimichella OSM. Jude Saint-Antoine war zudem Großprior der Provinz Montreal der kanadischen Statthalterei des Ritterordens vom Heiligen Grab zu Jerusalem.
Am 11. Februar 2006 nahm Papst Benedikt XVI. seinen altersbedingten Rücktritt an. Saint-Antoine starb im Dezember 2023 im Hôpital Santa Cabrini in Montréal.